# Musique française d'aujourd'hui
Musique française d'aujourd'hui est une association qui a pour mission d'aider les publications discographiques et vidéographiques de la création musicale française actuelle dans les domaines de la musique classique (musique de chambre, musique symphonique et lyrique), du jazz, des musiques improvisées et des musiques traditionnelles.
Sur son site internet, chaque disque soutenu a une fiche détaillée. Le site comporte également  un répertoire des labels ayant publié ces disques ou DVD et un index de recherche par artiste.
Ce dispositif a été créé en 1978 à l’initiative du ministère de la Culture et de la Communication, de Radio France et de la Sacem avec le soutien des éditeurs graphiques, rejoints par la SACD en 1988. 
Depuis le 28 mai 2018, Bruno Messina, directeur général et artistique de l'Agence iséroise pour la diffusion artistique, est président de Musique française d'aujourd'hui (MFA). Il a succédé à Michel Fano qui conserve la présidence d'honneur.
Environ 915 albums ont pu être publiés grâce à l’aide de MFA, portés par les réseaux de 210 labels et leurs distributeurs sur le marché international.
En 2020, MFA fusionne avec deux autres associations, le Centre de documentation de la musique contemporaine (Cdmc) et Musique nouvelle en liberté (MNL), pour intégrer une nouvelle structure : la Maison de la musique contemporaine (MMC).